# Santry
Santry (irisch Seantrabh, deutsch: der alte Clan) ist eine Vorstadt im Norden des Zentrums der irischen Hauptstadt Dublin. Sie liegt im Dublin City County. Die Siedlung gehörte zur früheren Baronie Coolock im County Dublin.

## Lage
Santry liegt weitgehend südlich des Santry River und wird umgeben von den Vorstädten und Stadtteilen Coolock im Osten, Beaumont, Whitehall, Glasnevin und Ballymun. Die M50 durchquert Santry von Norden nach Süden. Im Zentrum von Santry kreuzen sich die R104 und die R132.

## Geschichte
Bereits für das Jahr 828 ist der Ortsname Seantrabh nachgewiesen. Im Leabhar Mór Leacain wird auf einen Clan mit dem latinisierten Namen Almanii hingewiesen. Die Wikinger besiedelten die Gegend nördlich von Dublin. Mac Gilla Mocholmog, der Herrscher über das mittelalterliche Fingal, gründete hier im 12. Jahrhundert erstmals eine Residenz. 1170 gab der Normanne Hugh de Lacy seinem Gefolgsmann Adam de Feypo Santry zum Lehen.
Während der irischen Rebellion 1641 wurden durch das Parlamentsheer unter der Führung Charles Cootes irrtümlich zahlreiche Landarbeiter ermordet, weil vermutet wurde, dass sie einen Angriff auf Dublin vorbereiteten. 
1798 kam es bei dem Marsch der Society of United Irishmen zu einem weiteren Gemetzel, das so ausufernd gewesen sein soll, dass das Nordtor zur Santry Demesne als Bloody Hollows bezeichnet wurde. Später wurde dort eine Wache der Royal Irish Constabulary eingerichtet. Heute befindet sich dort ein Restaurant. 

## Besondere Plätze

### Santry Demesne
Die Domäne Santry Court wurde 1703 bis 1709 auf dem rechten (südlichen) Ufer des Santry River für Henry Barry, 3. Baron Barry of Santry, gebaut. Sein Sohn, Henry Barry, 4. Baron Barry of Santry, baute es zu einem palladianischen Anwesen um. Durch ein Feuer wurde das Gebäude verwüstet und schließlich 1959 abgebrochen. Kurz zuvor war auf dem Gelände das Morton Stadium errichtet worden. 2003 wurde das Gelände as öffentlicher Park eröffnet. Dort befindet sich auch noch der Phoenix-Folly.

### Morton Stadium
1958 wurde am Rand der Santry Demesne das Morton Stadium eröffnet. Hier stellte der Australier Herb Elliott 1958 den Weltrekord über eine Meile auf. Das Stadion wurde später auch für Bahnradrennen genutzt. Allerdings wurden die Bahnen bereits um 1970 wieder abgebaut. 1978 bekam das Stadion eine Tartanbahn. Heute fasst das Stadion mit 800 Sitzplätzen etwa 8000 Zuschauer. Die Leichtathletik-Team-Europameisterschaft 2013 fand hier statt.

### St. Pappan’s Church
Die anglikanische St. Pappan’s Church (auch: St. Pappin’s Church) wurde 1709 errichtet und im Wesentlichen zwischen 1877 und 1889 umgebaut. 

### Swiss Cottages
Die Swiss Cottages wurden 1840 auf Wunsch der damaligen Lady Domville nach dem Vorbild Schweizer Hütten errichtet. Diese sind heute nicht mehr existent. 

### Omni Park
1991 wurde mit dem Omni Park eines der größten Shopping-Centers in Irland errichtet.

### Margaret Ball Chapel
Im Südosten von Santry befindet sich die Blessed Margaret Ball Chapel, die nach Margaret Ball benannt ist. 

## Wirtschaft
Von 1949 wurden zunächst für Buckley Motors Kraftfahrzeuge montiert. Dieses Werk ging auf Rootes Motors über und schließlich auf die Chrysler Ireland. 1984 wurde die Fahrzeugproduktion durch Talbot Ireland Motors. 

## Persönlichkeiten
- Sinéad de Valera (1878–1975), Kinderbuchautorin, Ehefrau von Éamon de Valera
- Andrew Montague, ehemaliger Lord Mayor of Dublin

## Galerie

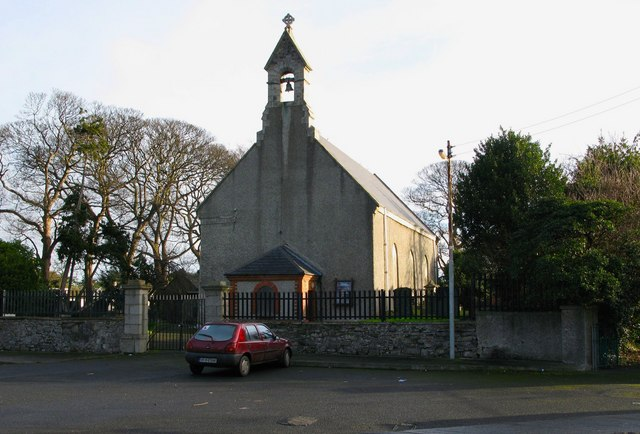
St. Pappan's Church
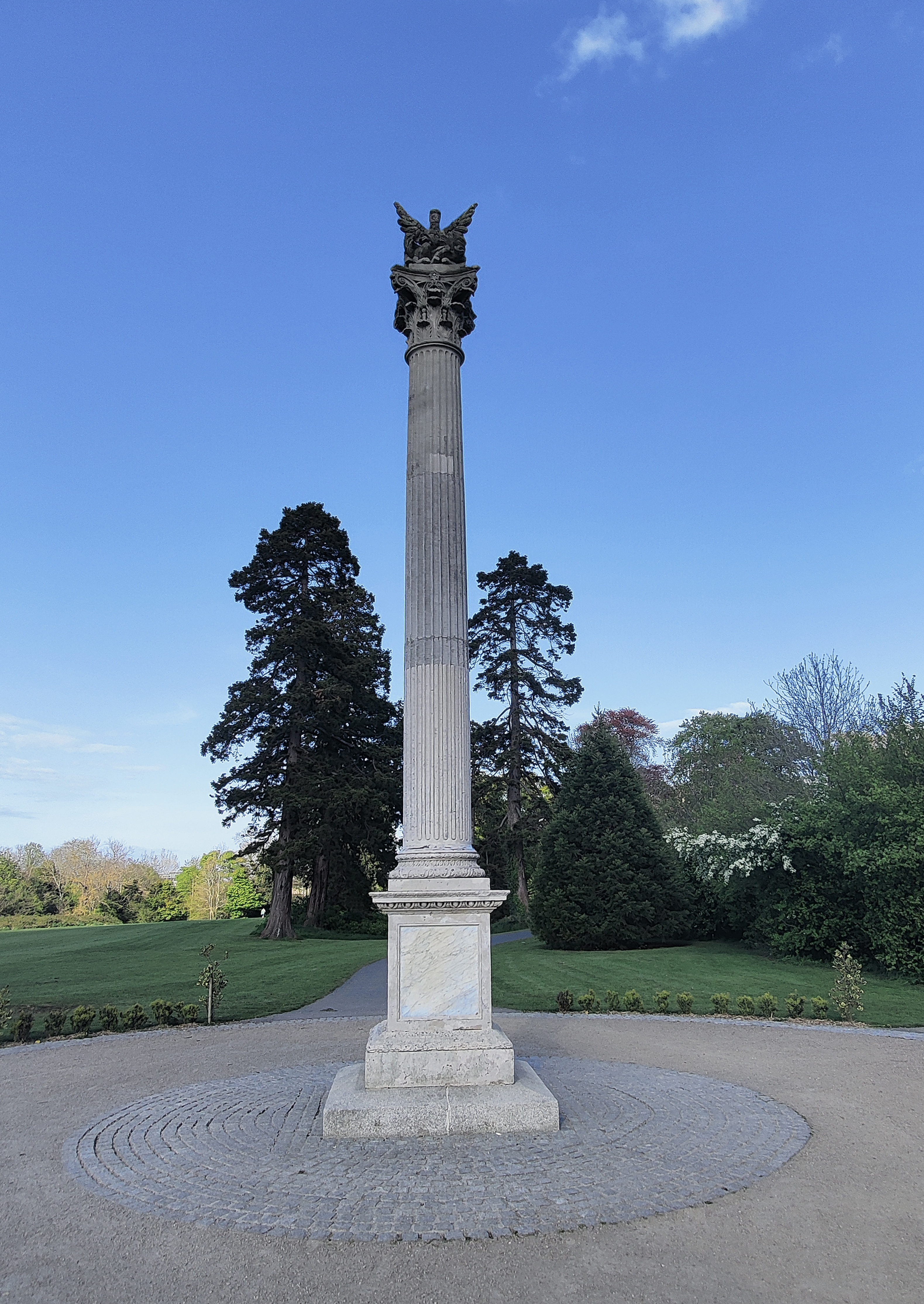
Folly The Phoenix in der Santry Demesne
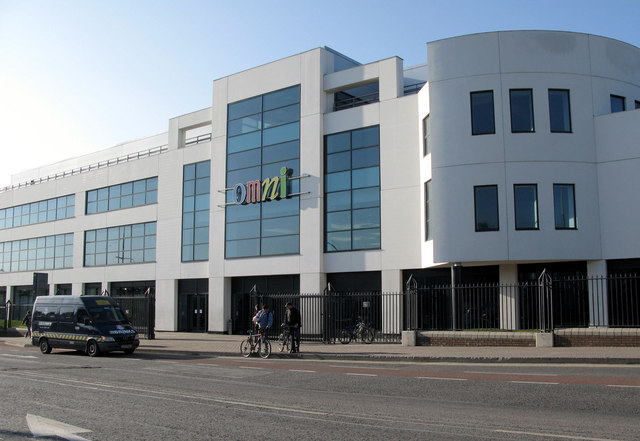
Omni Park Shopping-Center